# Pyroclastite

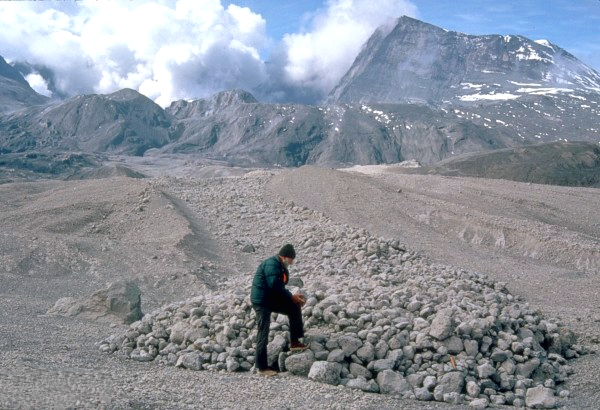
Géologue examinant des blocs de ponce en bordure d'une des coulées pyroclastiques du mont Saint Helens.

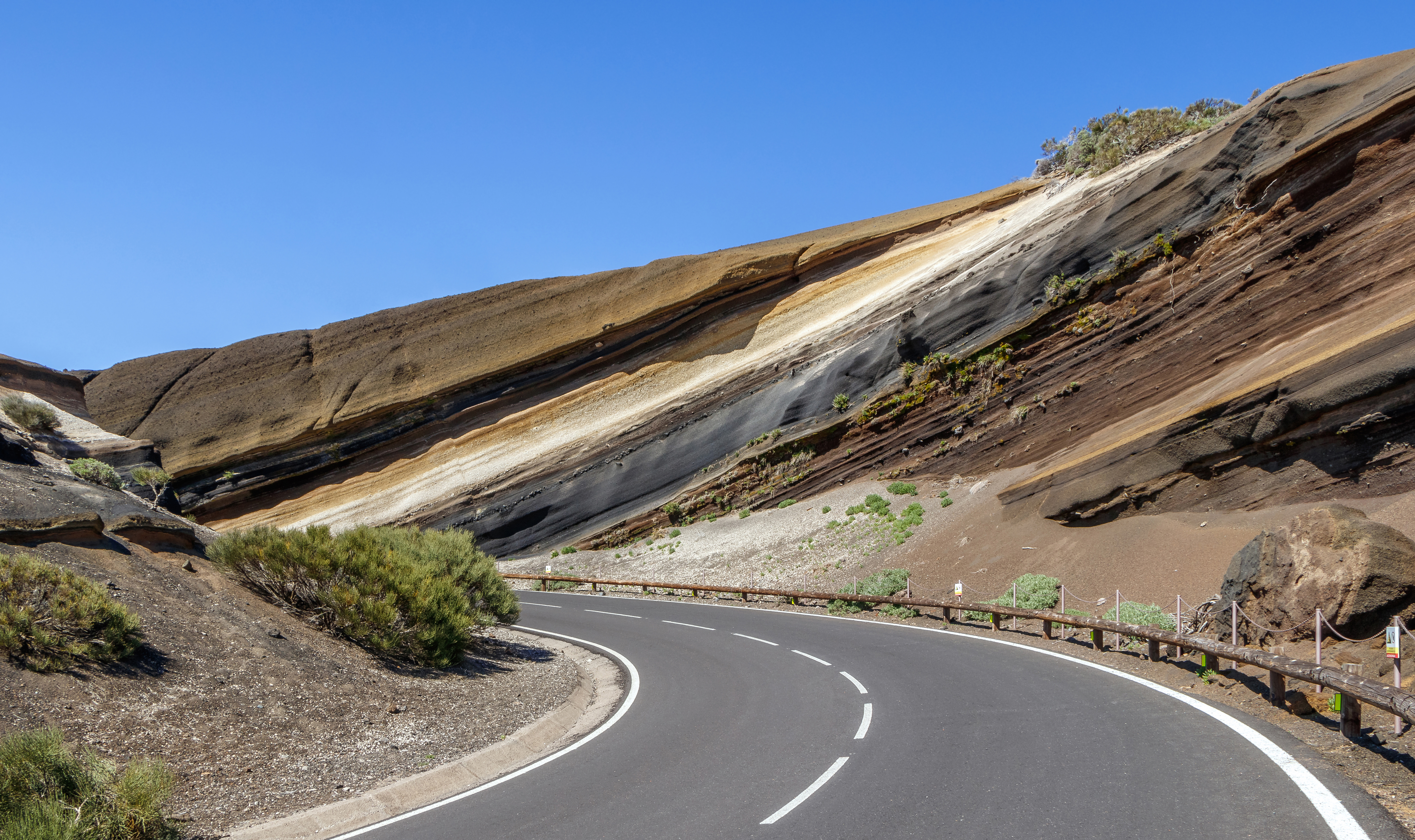
Roches pyroclastiques à La Tarta del Teide, Tenerife, Espagne.

Une pyroclastite ou roche pyroclastique est une roche volcanique composée principalement ou uniquement de matériaux volcaniques tels que les cendres, les lapillis ou les bombes volcaniques, auxquels sont associés à des blocs qui ont été arrachés au sous-sol par la remontée du magma. Ces fragments constitutifs peuvent être appelés « pyroclastes ». Lorsque les matériaux volcaniques ont été déplacés et remaniés par une action mécanique, comme celle du vent ou de l'eau, ces roches sont appelées volcanoclastiques. Les pyroclastites sont communément associées aux éruptions volcaniques de type plinien ou phréato-magmatique.

## Classification
Les roches pyroclastiques peuvent être classées selon leur taille, des plus gros blocs aux cendres les plus fines et aux tufs. Les plus grosses pyroclastites sont appelés bombes ; plus petites, elles portent le nom de lapillis. Les cendres volcaniques sont rattachées aux pyroclastites parce que leur fine poussière est issue des roches volcaniques. L'une des formes les plus spectaculaires des dépôts pyroclastiques est représentée par les ignimbrites, formées dans le mélange à haute température gaz-cendres des coulées pyroclastiques. 

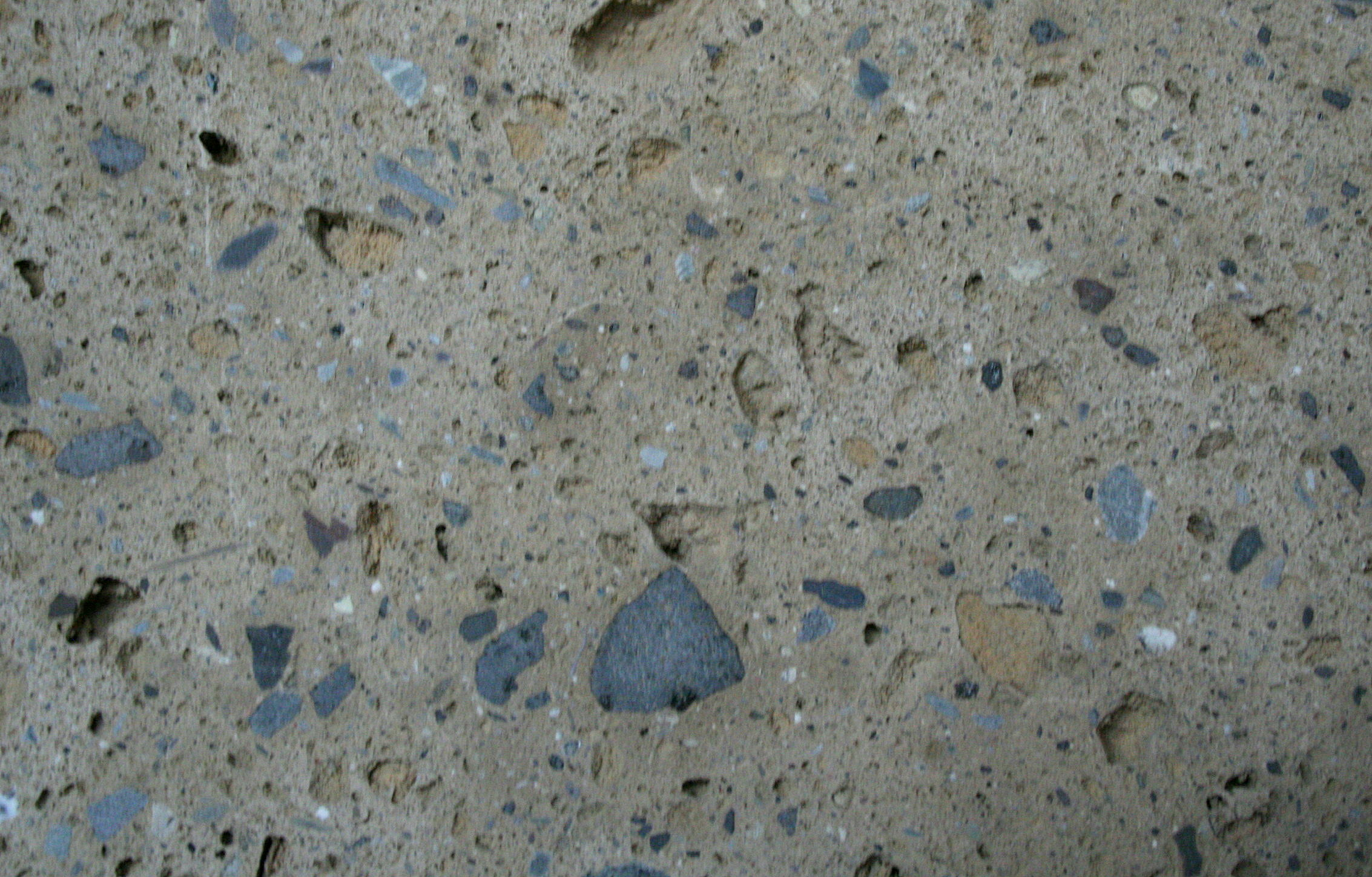
Tuf volcanique.

| taille     | désignation   | peu aggloméré : Tephra | fortement aggloméré : Pyroclaste               |
| ---------- | ------------- | ---------------------- | ---------------------------------------------- |
| > 64 mm    | claste, bombe | brèche volcanique      | brèche volcanique, brèches pyroclastiques      |
| < 64 mm    | Lapillis      | strate, lapilli tephra | Lapilli (tufs), roche pyroclastique consolidée |
| < 2 mm     | cendres       | cendres épaisses       | cinérites, tuf volcanique                      |
| < 0.063 mm | cendres fines | cendres fines          | tuf volcanique                                 |

On distingue trois modes de mise en place, par nuée ardente, par déferlante pyroclastique et par retombées volcaniques. Lors d'une éruption plinienne, les ponces et les cendres apparaissent quand le magma siliceux se fragmente dans la cheminée, sous l'effet de la décompression et du dégazage. Les pyroclastites sont alors entraînées dans la formation d'une colonne éruptive pouvant atteindre plusieurs kilomètres de hauteur, et susceptible d'interférer avec la circulation aérienne. Les tephra compris dans le panache éruptif retombent sur le sol en couches successives, dont l'épaisseur décroit avec la distance. Les écoulements pyroclastiques, dénommés « nuées » ou « surge » selon leur concentration en éléments solides en suspension et leur niveau de turbulence, sont parfois appelés « nuées ardente en avalanche »  (glowing avalanches). Les dépôts pyroclastiques riches en ponce portent le nom d'ignimbrites.
Une éruption pyroclastique offre aussi des effusions de lave en jets ou en fontaines de lave, envoyée dans les airs avec des cendres, des éléments pyroclastiques et autres sous-produits volcaniques. Les éruptions de type hawaïen, comme celles du Kīlauea peuvent éjecter des lambeaux de magma en suspension dans les gaz émis ; le nom donné est celui de fontaine de lave. Les lambeaux de magma, s'ils sont encore suffisamment chauds en retombant, peuvent s'agréger et former une coulée de lave.
Les dépôts pyroclastiques sont composés d'éléments qui ne sont pas consolidés ; les roches pyroclastiques, comme les tufs, sont des dépôts pyroclastiques consolidés.